# Chronické onemocnění
Chronické onemocnění (chronický stav, chronicita, vleklé onemocnění) je označení takového onemocnění, které probíhá poměrně dlouhou dobu. Etymologicky je označení chronický odvozeno od latinského přídavného jména chronicus, resp. řeckého přídavného jména khronikos, v obou případech znamená týkající se času. Opakem chronického onemocnění je rychle probíhající akutní stav (akutní onemocnění), přechodem mezi akutním a chronickým stavem je subakutní onemocnění. I když některá onemocnění mají svoji akutní a chronickou fázi, řada onemocnění je jen akutních nebo jen chronických.
Chronické onemocnění se vyznačuje dlouhým průběhem, obvykle déle než několik měsíců. Při chronickém onemocnění obvykle dochází ke změnám v organismu, které nemusejí být vratné. Z toho důvodu bývají chronická onemocnění obtížněji léčitelná i vyléčitelná, případně nemusí být vyléčena zcela bez následků. Například akutní absces (hlíza), je-li vypuštěn krátce po vzniku, se vyhojí jen drobnou jizvičkou. Chronický absces má vytvořenou vazivovou stěnu a vyléčení je obvykle možné jen cestou rozsáhlejšího zákroku.
Chronické onemocnění se může objevit v zásadě dvěma způsoby:
1. Akutní onemocnění při nedostatečné (nemožné, neadekvátní,..) léčbě přechází cestou rozvoje reakce organismu na základní chorobný proces do stádia adaptace na chorobné podmínky nebo postupným poškozením nějaké funkce organismu. Hovoří se o chronifikaci onemocnění.
2. Onemocnění je od počátku projevů chronické. Obvykle se rozvíjí plíživě, když si nemocný prvně všimne klinických příznaků, probíhá už obvykle chorobný proces nějakou dobu jako tzv. subklinické onemocnění. Může se jednat nejen o plíživý rozvoj změn, ale i o postupné chorobné vyhasínání některé funkce.

Vrozené poruchy a vady jsou v zásadě chronické poruchy. Aby byl zdůrazněn odlišný charakter od nemoci jako takové, pro tyto poruchy se někdy zavádějí jiné termíny, hovoří se např. o disabilitě.
Protože se při chronických onemocněních rozvíjejí reakce organismu, může se stát, že i po odstranění vyvolávajícího agens bude onemocnění přetrvávat. To komplikuje terapeutické zásahy, kdy samo odstranění příčiny – pokud je známá – nemusí vést k nápravě. Například diabetes mellitus I. typu je projevem vrozeného sklonu imunitního systému reagovat proti vlastním buňkám produkujícím inzulín. Vyvolávajícím faktorem může být například infekce. Při zjištění nedostatečné tvorby inzulínu je už obvykle vyvolávající infekce z těla nemocného eliminována, tedy nemá smysl se pokoušet o nějakou další terapii.
Terapie chronického onemocnění vychází především z toho, co se o konkrétní chorobě a o jejím rozvoji ví. Ideální stav, tedy úplné vyléčení, je možný jen někdy. Například některé chronické mykotické dermatitidy lze vyléčit nalezením a důslednou aplikací vhodného antimykotika a dalšími postupy. V některých případech je možná kvalitní substituce poškozené funkce, která umožní plnohodnotný nebo téměř plnohodnotný život. Sem patří například transplantační terapie. Často je možná jen terapie, při které je zasahováno do funkcí těla nemocného tak, aby se nerozvíjelo další poškození. Například ve většině případů není známá příčina vysokého krevního tlaku; ví se však, že vysoký krevní tlak tělo poškozuje a může vést k závažným nevratným změnám. Z toho důvodu se farmakologicky snižuje krevní tlak zásahem do řady mechanismů regulace krevního tlaku. Vlastní chronické onemocnění (arteriální hypertenze) není vyléčeno, ale je efektivně bráněno poškozování tímto onemocněním. V některých případech nelze průběh onemocnění významně ovlivnit, takže zbývá jen ovlivnění nepříjemných doprovodných symptomů. Například artróza některých kloubů je na úrovni současných poznatků prakticky neřešitelná, ale dobrou volbou analgetik a rehabilitačních opatření lze velmi dlouho potlačovat nepříjemné symptomy.